# Roxane Gay
Roxane Gay (* 15. října 1974, Omaha, Nebraska) je americká akademická profesorka, spisovatelka a politická komentátorka. je známá zejména pro svou sbírku esejů Bad Feminist (2014). Dále napsala sbírku povídek Ayiti (2011), román An Untamed State (2014), sbírku povídek Difficult Women (2017) a paměti Hunger (2017). Většina jejích děl se věnuje analýze a dekonstrukci feminismu a rasových témat, a to prostřednictvím jejích osobních zkušeností s rasou, genderovou identitou a sexualitou.
Čtyři roky působila jako odborná asistentka na Eastern Illinois University, než se stala docentkou angličtiny na Purdueově univerzitě. Od roku 2018 působí coby hostující profesorka na Yaleově univerzitě.
Současně píše komentáře pro The New York Times a je zakladatelkou malého nakladatelství Tiny Hardcore Press.

## Biografie
Narodila se v roce 1974 ve městě Omaha v Nebrasce rodičům s haitskými kořeny. Studovala na soukromé střední škole Phillips Exeter Academy ve státě New Hampshire. První eseje začala psát již jako náctiletá, přičemž její tvorba byla výrazně ovlivněna sexuálním napadením od jejího přítele a jeho kamarádů, které se odehrálo, když ji bylo dvanáct let. Po absolvování střední školy byla přijata na Yaleovu univerzitu, kterou ale během prvního roku opustila kvůli vztahu, kvůli kterému se přestěhovala do Arizony. Bakalářský titul dokončila na Norwich University. Následně získala magisterský titul z tvůrčího psaní na University of Nebraska–Lincoln. Doktorský titul Ph.D. získala v roce 2010 na Michigan Technological University. Její disertační práce nesla titul: Subverting the Subject Position: Toward a New Discourse About Students as Writers and Engineering Students as Technical Communicators.
Po získání doktorského titulu začala svou akademickou kariéru na Eastern Illinois University coby odborná asistentka angličtiny. V roce 2014 přešla na Purdueovu univerzitu, kde se coby docentka věnovala angličtině a tvůrčímu psaní. V roce 2018 univerzitu opustila a následně byla hostující profesorkou na Yaleově univerzitě.
V roce 2011 vydala svou první knihu, a to sbírku povídek Ayiti. V roce 2014 následovaly rovnou dvě nové knihy: román An Untamed State a sbírka esejů Bad Feminist. Ve zmíněném románu, který se točí kolem únosu haitsko-americké ženy, se věnovala tématům rasy, privilegií, sexuálního násilí, rodiny a zkušenostem imigrantů. Větší pozornost si ovšem vysloužila sbírka esejů Bad Feminist. V esejích se věnuje popisu, jak feminismus ovlivnil její každodenní život. Přitom se nesnaží zůstat jen u feminismu, ale svůj přístup označuje za víc humanitní a empatický.
Roku 2016 začala spolu s básnířkou Yonou Harvey psát pro Marvel Comics komiksovou sérii World of Wakanda ze světa superhrdiny Black Panthera. Tím byla první ženou černé pleti, která byla hlavní scenáristkou komiksu u Marvelu. Své angažmá u Marvelu (a komiksů Black Panthera) dostala ve stejné době jako spisovatel Ta-Nehisi Coates. Roxane Gay do komiksu zanesla mnoho postav a témat LGBTQ komunity a soustředila se na královskou stráž Dora Milaje. Minisérie měla pět čísel. Série získala v roce 2018 Eisner Award.
Následně, v roce 2017, vydala další sbírku povídek Difficult Women, jejímž společným tématem jsou příběhy žen, které se po setkání s traumatickou událostí rozhodly nevzdat, ale naopak žít zcela po svém. Téhož roku také vydala své paměti Hunger: A Memoir of (My) Body . V nich se věnuje sexuální objektifikaci těla žen, body shamingu a svému vztahu k jídlu, zejména ve vztahu k následkům své zkušenosti se sexuálním násilím.
Mezi roky 2015 a 2018 byla americkou dopisovatelkou (resp. sloupkařkou) pro The Guardian.
Roxane Gay je bisexuální. V roce 2019 se zasnoubila se spisovatelkou Debbie Millman. O rok později se za sebe tajně provdaly.